# Aardbeving Iran 2013
De aardbeving in Iran op 16 april 2013 vond plaats in de Iraanse provincie Sistan en Beloetsjistan, langs de Pakistaanse grens. De beving had een kracht van 7,8 op de momentmagnitudeschaal en vond plaats op een diepte van 82,0 kilometer.